# Cuangoblemma machadoi
Cuangoblemma machadoi là một loài nhện trong họ Tetrablemmidae. Chúng thuộc chi đơn loài Cuangoblemma, được Brignoli miêu tả năm 1974.